# Óscar Gálvez
Óscar Alfredo Gálvez (Buenos Aires, 17 agosto 1913 – Palermo, 16 dicembre 1989) è stato un pilota automobilistico argentino.
Ha partecipato a una singola gara del Campionato mondiale di Formula 1, il Gran Premio d'Argentina 1953, giungendo quinto. Ciò nonostante è uno dei piloti argentini più conosciuti in patria per le sue numerosissime affermazioni nelle competizioni continentali. Riuscì, infatti, a diventare campione nazionale per cinque volte: 1947, 1948, 1953, 1954 e 1961.
La sua carriera era iniziata già prima dello scoppio della seconda guerra mondiale e continuò fino agli anni sessanta. La sua notorietà era tale che nel 1989 gli venne intitolato il Circuito di Buenos Aires.

## Carriera
Nato in un sobborgo di Buenos Aires, Óscar Gálvez era il figlio di un proprietario di una piccola officina. L'argentino cominciò a lavorare nell'officina del padre fin dall'età scolastica, ma, grazie ai soldi guadagnati, riuscì a comprarsi una Ford Modello T nel 1934 con cui iniziò la sua carriera di pilota. Nel 1937 vide un annuncio giornalistico di una gara tra Buenos Aires e Santa Fe e, insieme ai suoi fratelli, costruì le vetture per prendervi parte. Con queste stesse auto gareggiò pure negli anni successivi, in particolare nella Turismo de Carretera. Proprio in quegli anni cominciò a svilupparsi la sua rivalità con Juan Manuel Fangio e, sebbene riuscì a vincere il suo primo titolo nazionale solo nel 1947, Gálvez era molto amato dai tifosi. Nel 1940 fu poi protagonista di uno spettacolare incidente quando cadde da una rupe con la sua vettura, uscendone praticamente illeso.
Nel 1947 passò alla guida delle monoposto e si dimostrò particolarmente competitivo. Non riuscì, però, a proseguire la propria carriera in Europa a causa del mancato sostengo del presidente Perón. Prese comunque parte al Gran Premio d'Argentina 1953 che concluse al quinto posto, ottenendo due punti validi per il campionato piloti di Formula 1.
Ritiratosi dalle competizioni negli anni sessanta, nel 1989 gli venne dedicato l'Autodromo di Buenos Aires. Pochi mesi dopo morì di cancro e venne sepolto presso il Cimitero della Chacarita a Buenos Aires.

## Risultati in Formula 1
| 1953 | Scuderia | Vettura |   |  |  |  |  |  |  |  |  | Punti | Pos. |
| ---- | -------- | ------- | - |  |  |  |  |  |  |  |  | ----- | ---- |
| 1953 | Maserati | A6GCM   | 5 |  |  |  |  |  |  |  |  | 2     | 15º  |

| Legenda | 1º posto     | 2º posto | 3º posto    | A punti         | Senza punti/Non class.  | Grassetto – Pole position Corsivo – Giro più veloce |
| Legenda | Squalificato | Ritirato | Non partito | Non qualificato | Solo prove/Terzo pilota | Grassetto – Pole position Corsivo – Giro più veloce |